# Trần Nguyên Uyên
Trần Nguyên Uyên (tiếng Trung: 陳元淵; ? – 1395), là một tông thất hoàng gia Đại Việt thời nhà Trần trong lịch sử Việt Nam.

## Cuộc đời
Trần Nguyên Uyên là con trai của Cung Tín vương Trần Thiên Trạch, cháu của vua Trần Minh Tông.
Mùa đông, tháng 10 (ÂL) năm Quý Dậu (1393), Trần Nguyên Uyên đang giữ chức Phủ quân ti, thông dâm với công chúa Thái Dương khi hai người đi chơi ở hồ Tây. Thái thượng hoàng Trần Nghệ Tông gả Thái Dương cho em trai của Nguyên Uyên là Trần Hãng để làm nhục.
Mùa xuân, tháng 2 năm Ất Hợi (1395), trong đám tang của Thượng hoàng Nghệ Tông, Trần Nguyên Uyên cùng Trần Nguyên Dận bàn về Trần Nhật Chương, người từng mưu sát quyền thần Lê Quý Ly vào năm 1392. Lê Quý Ly phát hiện Trần Nguyên Uyên mưu hại mình, giết Nguyên Uyên, Nguyên Dận cùng sĩ nhân Nguyễn Phù. Tên của ông cũng bị xóa khỏi tông thất, đổi sang họ Mai (như Trần Kiện, Trần Lộng). Cung Chính vương Trần Sư Hiền (cha của Trần Nguyên Dận) giả điếc nên thoát chết.
Tháng 4 (ÂL) năm Kỷ Mão (1399), em trai của Nguyên Uyên là Thái bảo Hãng cùng Thượng tướng Trần Khát Chân tổ chức lật đổ Lê Quý Ly, nhưng chung quy thất bại. Toàn bộ thành viên tham gia cùng người nhà, thân thích hơn 370 người đều bị giết.